# Lipníky
Lipníky est un village de Slovaquie situé dans la région de Prešov.

## Histoire
Première mention écrite du village en 1990.

## Démographie

### Évolution de la population
| Année:               | 1994. | 2004.   | 2014.   | 2024.    |
| -------------------- | ----- | ------- | ------- | -------- |
| Nombre de personnes: | 430   | 466     | 473     | 587      |
| Différence:          |       | +8,37 % | +1,50 % | +24,10 % |

| Année:               | 2023. | 2024.   |
| -------------------- | ----- | ------- |
| Nombre de personnes: | 571   | 587     |
| Différence:          |       | +2,80 % |